# Screamin' Jay Hawkins
Jalacy Hawkins (18. juli 1929 i Cleveland, Ohio — 12. februar 2000 i Paris i Frankrig), bedst kendt under kunstnernavnet Screamin' Jay Hawkins var en amerikansk musiker, sanger og skuespiller. Han var kendt for sine teatralske optrædener og sange som "I Put a Spell on You" og "Constipation Blues".
Screamin' Jay Hawkins blev anset som en af de første eksponenter for shock rock-genren.
Screamin' Jay Hawkins optrådte i slutningen af 1980'erne på Jazzhus Montmartre i København.